# APIS
APIS è stata una casa automobilistica italiana, con sede a Palermo, attiva nei primi anni del 1900.

## Storia
L'APIS fu fondata da Eugenio Oliveri senatore del Regno d'Italia e in precedenza sindaco di Palermo. Nel 1903 acquistò da Pietro Corsi una ditta di costruzioni meccaniche lasciando a Corsi la carica di direttore.
Diverse erano le produzioni dello stabilimento, a queste si aggiunse la produzione di auto elettriche, a vapore e a benzina avente un sistema di raffreddamento a ventola brevettato dalla stessa azienda. La ditta ebbe vita breve e chiuse dopo aver prodotto una decina di automobili.
Oliveri si dimostrò sempre molto interessato alla mobilità cittadina, infatti come sindaco palermitano, inaugurò la prima linea tranviaria elettrica, quella tra piazza Bologni e Rocca di Monreale (una borgata ai piedi del famoso centro di Monreale) nel maggio 1899.